# Lijst van afleveringen van Spin City
Dit is een lijst met afleveringen van de Amerikaanse televisieserie Spin City. De serie telt 6 seizoenen. Een overzicht van alle afleveringen is hieronder te vinden.

## Seizoen 1
| Nr. | Titel aflevering             | Uitzenddatum VS   |
| --- | ---------------------------- | ----------------- |
| 1   | Pilot                        | 17 september 1996 |
| 2   | The Great Pretender          | 24 september 1996 |
| 3   | The Apartment                | 1 oktober 1996    |
| 4   | Pride and Prejudice          | 8 oktober 1996    |
| 5   | The Rivals                   | 15 oktober 1996   |
| 6   | A Star Is Born               | 22 oktober 1996   |
| 7   | Grand Illusion               | 29 oktober 1996   |
| 8   | The High and the Mighty      | 12 november 1996  |
| 9   | Meet Tommy Dugan             | 19 november 1996  |
| 10  | The Competition              | 26 november 1996  |
| 11  | Dog Day Afternoon            | 10 december 1996  |
| 12  | Criss Cross                  | 17 december 1996  |
| 13  | Bye Bye Love                 | 7 januari 1997    |
| 14  | Starting Over                | 14 januari 1997   |
| 15  | Gabby's Song                 | 28 januari 1997   |
| 16  | Kiss Me, Stupid              | 11 februari 1997  |
| 17  | An Affair to Remember        | 18 februari 1997  |
| 18  | Snowbound                    | 25 februari 1997  |
| 19  | Striptease                   | 4 maart 1997      |
| 20  | Deaf Becomes Her             | 18 maart 1997     |
| 21  | Hot in the City              | 1 april 1997      |
| 22  | Bone Free                    | 29 april 1997     |
| 23  | The Mayor Who Came to Dinner | 6 mei 1997        |
| 24  | Mayor Over Miami             | 13 mei 1997       |

## Seizoen 2
| Nr. | Titel aflevering                  | Uitzenddatum VS   |
| --- | --------------------------------- | ----------------- |
| 1   | Paul Flew Over the Cuckoo's Nest  | 24 september 1997 |
| 2   | Porn in the U.S.A.                | 1 oktober 1997    |
| 3   | Wonder Woman                      | 8 oktober 1997    |
| 4   | The Goodbye Girl                  | 15 oktober 1997   |
| 5   | In the Heat of the Day            | 22 oktober 1997   |
| 6   | Radio Daze                        | 29 oktober 1997   |
| 7   | The Thirty Year Itch              | 5 november 1997   |
| 8   | My Life Is a Soap Opera           | 12 november 1997  |
| 9   | Family Affair                     | 19 november 1997  |
| 10  | Family Affair: Part 2             | 26 november 1997  |
| 11  | They Shoot Horses, Don't They?    | 10 december 1997  |
| 12  | Miracle Near 34th Street          | 17 december 1997  |
| 14  | The Paul Lassiter Story           | 21 januari 1998   |
| 15  | Gentleman's Agreement             | 28 januari 1998   |
| 16  | Deaf Man Walking                  | 25 februari 1998  |
| 17  | The Marrying Men                  | 4 maart 1998      |
| 18  | One Wedding and a Funeral: Part 2 | 11 maart 1998     |
| 19  | A River Runs Through Me           | 18 maart 1998     |
| 20  | The Pope of Gracie Mansion        | 1 april 1998      |
| 21  | Bye, Bye, Birdie                  | 29 april 1998     |
| 22  | The Lady or the Tiger             | 6 mei 1998        |
| 23  | Single White Male                 | 6 mei 1998        |
| 24  | The Paul Bearer                   | 20 mei 1998       |

## Seizoen 3
| Nr. | Titel aflevering                        | Uitzenddatum VS   |
| --- | --------------------------------------- | ----------------- |
| 1   | Dead Dog Talking                        | 22 september 1998 |
| 2   | There's Something About Heidi           | 29 september 1998 |
| 3   | Gone with the Wind                      | 6 oktober 1998    |
| 4   | The Deer Hunter                         | 13 oktober 1998   |
| 5   | It Happened One Night                   | 20 oktober 1998   |
| 6   | Three Men and a Little Lady             | 27 oktober 1998   |
| 7   | An Officer and a Gentleman              | 3 november 1998   |
| 8   | Quest for Fire                          | 10 november 1998  |
| 9   | The Kidney's All Right                  | 17 november 1998  |
| 10  | Gobble the Wonder Turkey Saves the Day  | 24 november 1998  |
| 11  | Local Hero                              | 8 december 1998   |
| 12  | Monkey Business                         | 15 december 1998  |
| 13  | Taxi Driver                             | 5 januari 1999    |
| 14  | The Nutty Deputy Mayor                  | 12 januari 1999   |
| 15  | Not in the Line of Fire                 | 26 januari 1999   |
| 16  | Internal Affairs                        | 9 februari 1999   |
| 17  | Dick Clark's Rockin' Make-Out Party '99 | 16 februari 1999  |
| 18  | Back to the Future IV - Judgment Day    | 23 februari 1999  |
| 19  | Politically Incorrect                   | 2 maart 1999      |
| 20  | That's Entertainment                    | 16 maart 1999     |
| 21  | The Last Temptation of Mike             | 6 april 1999      |
| 22  | Carter & Stuart & Bennett & Deirdre     | 13 april 1999     |
| 23  | The Mayor with Two Brains               | 4 mei 1999        |
| 24  | Wall Street                             | 11 mei 1999       |
| 25  | Klumageddon: Part 1                     | 18 mei 1999       |
| 26  | Klumageddon: Part 2                     | 25 mei 1999       |

## Seizoen 4
| Nr. | Titel aflevering                   | Uitzenddatum VS   |
| --- | ---------------------------------- | ----------------- |
| 1   | Catcher in the Bronx               | 21 september 1999 |
| 2   | James and the Giant Speech         | 28 september 1999 |
| 3   | All the Mayor's Men                | 5 oktober 1999    |
| 4   | These Shoes Were Made for Cheatin' | 12 oktober 1999   |
| 5   | Rebel Without a Chair              | 19 oktober 1999   |
| 6   | The Mayor May Not                  | 2 november 1999   |
| 7   | The Great Debate                   | 9 november 1999   |
| 8   | How to Bury a Millionaire          | 16 november 1999  |
| 9   | The Thanksgiving Show              | 24 november 1999  |
| 10  | The Doorman Always Rings Twice     | 30 november 1999  |
| 11  | Mustang Mikey                      | 7 december 1999   |
| 12  | My Dinner with Caitlin             | 21 december 1999  |
| 13  | A Tale of Two Sisters              | 12 januari 2000   |
| 14  | Casino                             | 2 februari 2000   |
| 15  | The Marry Caitlin Moore Show       | 9 februari 2000   |
| 16  | Suffragette City                   | 16 februari 2000  |
| 17  | Mike's Best Friend's Boyfriend     | 23 februari 2000  |
| 18  | The Pig Whisperer                  | 8 maart 2000      |
| 19  | Uneasy Rider                       | 23 maart 2000     |
| 20  | About Last Night                   | 19 april 2000     |
| 21  | Don't Get on the Bus               | 26 april 2000     |
| 22  | Airplane!                          | 3 mei 2000        |
| 23  | An American Deputy Mayor in Paris  | 10 mei 2000       |
| 24  | The Commitments                    | 17 mei 2000       |
| 25  | Goodbye: Part 1                    | 24 mei 2000       |
| 26  | Goodbye: Part 2                    | 24 mei 2000       |

## Seizoen 5
| Nr. | Titel aflevering           | Uitzenddatum VS  |
| --- | -------------------------- | ---------------- |
| 1   | Hello Charlie              | 18 oktober 2000  |
| 2   | Smile                      | 25 oktober 2000  |
| 3   | The Spanish Prisoner       | 1 november 2000  |
| 4   | The Bone Collectors        | 8 november 2000  |
| 5   | Blind Faith                | 15 november 2000 |
| 6   | Balloons over Broadway     | 22 november 2000 |
| 7   | Lost and Found             | 29 november 2000 |
| 8   | All the Wrong Moves        | 6 december 2000  |
| 9   | The Burgers of Wrath       | 13 december 2000 |
| 10  | Toy Story                  | 20 december 2000 |
| 11  | The Perfect Dorm           | 10 januari 2001  |
| 12  | Hey Judith                 | 17 januari 2001  |
| 13  | The Gambler                | 24 januari 2001  |
| 14  | In the Company of Dudes    | 7 februari 2001  |
| 15  | The Image Maker            | 14 februari 2001 |
| 16  | Trainstopping              | 21 februari 2001 |
| 17  | Rain on My Charades        | 28 februari 2001 |
| 18  | You've Got Male            | 25 april 2001    |
| 19  | Minor League               | 2 mei 2001       |
| 20  | Science Friction           | 9 mei 2001       |
| 21  | Brotherly Love             | 16 mei 2001      |
| 22  | A Shot in the Dark: Part 1 | 23 mei 2001      |
| 23  | A Shot in the Dark: Part 2 | 23 mei 2001      |

## Seizoen 6
| Nr. | Titel aflevering                        | Uitzenddatum VS   |
| --- | --------------------------------------- | ----------------- |
| 1   | The Arrival                             | 18 september 2001 |
| 2   | A Tree Falls in Manhattan               | 18 september 2001 |
| 3   | Wife with Mikey                         | 2 oktober 2001    |
| 4   | The Apartment                           | 9 oktober 2001    |
| 5   | Yet Another Stakeout                    | 16 oktober 2001   |
| 6   | Yeah Baby!                              | 23 oktober 2001   |
| 7   | Sleeping with the Enemy                 | 6 november 2001   |
| 8   | She's Gotta Habit                       | 6 november 2001   |
| 9   | The Wedding Scammer                     | 13 november 2001  |
| 10  | Fight Flub                              | 20 november 2001  |
| 11  | Chinatown                               | 27 november 2001  |
| 12  | An Office and a Gentleman               | 11 december 2001  |
| 13  | O Mother, Where Art Thou?               | 8 januari 2002    |
| 14  | Rags to Riches                          | 5 maart 2002      |
| 15  | Sex, Lies and Video Date                | 12 maart 2002     |
| 16  | Eyes Wide Open                          | 19 maart 2002     |
| 17  | Age Against the Machine                 | 26 maart 2002     |
| 18  | An Affair Not to Remember               | 9 april 2002      |
| 19  | Let's Give Them Something to Talk About | 16 april 2002     |
| 20  | Look Who's Not Talking                  | 23 april 2002     |
| 21  | A Tale of Four Cities                   | 30 april 2002     |
| 22  | A Friend in Need                        | 30 april 2002     |